# 吹替の帝王
『吹替の帝王』（ふきかえのていおう）は、20世紀フォックス ホーム エンターテイメント ジャパンによるインターネットサイト、およびビデオソフトシリーズ。本項ではビデオソフトシリーズについて記載する。

## 概要
20世紀FOXの作品で、セルVHSやBlu-ray、DVD、また各テレビ局の映画番組で使用された日本語吹き替えを収録して販売されていたシリーズ。同趣旨のブランドとしてユニバーサル・ピクチャーズの『思い出の復刻版』、ワーナー・ブラザースの『吹替の力』、コロンビア ピクチャーズの『吹替洋画劇場』などが存在する。
他の同趣向のシリーズ作品では、全ての吹き替え音源が収録されない事が多いが、本シリーズでは過去に制作された吹き替え音源を可能な限り全て収録している作品が殆どである。発売された映画のジャンルも殆どがSFやアクション作品である。共通特典としては声優陣や吹き替え演出のインタビュー集が封入され、多くの作品では縮刷された復刻版吹き替え台本も同梱されている。
20世紀FOXは他にも、『フォックス・プレミアム・ブルーレイ』シリーズの一部作品にテレビ版吹き替えを収録したり、映画番組吹き替えを収録したシリーズとして『恐怖の吹替劇場』や『吹替の名盤』をDVDで発売していた。シリーズ名の『吹替の帝王』とは、元々吹き替えを行った声優や翻訳家のインタビューを掲載した20世紀FOXが運営するインターネットサイトのタイトルであり、そこからシリーズ名として使用された。なお、タイトル自体は映画『北国の帝王』を元にしている。
吹替の帝王版のディスクは基本的に初回限定であり、シリーズ作品を一挙収録したBOXなどにも未収録である事が大半であるが、ターミネーターやダイ・ハードシリーズなど、後に別の形で吹替の帝王と同じディスクの物が再発売されている商品も存在する。また、『スピード』の特典として初ブルーレイ化された『スピード2』は長らく単品化されていなかったが、2018年6月20日にテレビ版吹き替えを引き続き収録した仕様で廉価版が発売された。
20世紀フォックスがウォルト・ディズニーに買収されて以降、吹替の帝王の公式サイトは削除されており、当ブランドは事実上凍結状態にある。

## ラインナップ
（出典）
| #  | タイトル                                                                                 | 発売日                 | 収録吹替（主演声優） | 吹替台本                                                                        | インタビュー集                  |
| -- | ---------------------------------------------------------------------------------------- | ---------------------- | --- | ------------------------------------------------------------------------------- | ------------------------------- |
| 1  | コマンドー 〈日本語吹替完全版〉 コレクターズBOX                                          | 2013年4月18日          | - テレビ朝日版（玄田哲章） - TBS版（屋良有作） | - テレビ朝日版 - TBS版 - 追加収録分台本                                         | - 玄田哲章、平田勝茂 - 屋良有作 |
| 1  | コマンドー 〈ディレクターズ・カット〉 日本語吹替完声版 DVD2枚組                          | 2013年4月18日          | - テレビ朝日版（玄田哲章） - TBS版（屋良有作） |                                                                                 | - 玄田哲章、平田勝茂 - 屋良有作 |
| 2  | ダイ・ハード 〈日本語吹替完全版〉 コレクターズ・ブルーレイBOX                            | 2013年7月3日           | - テレビ朝日版（野沢那智） - フジテレビ版（村野武範） - ソフト版（樋浦勉） 機内上映版は未収録。 | - テレビ朝日版 - フジテレビ版 - ソフト版                                        | - 福吉健                        |
| 2  | ダイ・ハード2 〈日本語吹替完全版〉 コレクターズ・ブルーレイBOX                           | 2013年7月3日           | - テレビ朝日版（野沢那智） - フジテレビ版（村野武範） - ソフト版（樋浦勉） | - テレビ朝日版 - フジテレビ版 - ソフト版                                        | - 野沢聡 - 伊達康将             |
| 2  | ダイ・ハード3 〈日本語吹替完全版〉 コレクターズ・ブルーレイBOX                           | 2013年7月3日           | - テレビ朝日版（野沢那智） - フジテレビ版（村野武範） - ソフト版（樋浦勉） | - テレビ朝日版 - フジテレビ版 - ソフト版                                        | - 野沢那智                      |
| 3  | プレデター 〈日本語吹替完声版〉 コレクターズ・ブルーレイBOX                              | 2013年12月20日         | - テレビ朝日版（玄田哲章） - フジテレビ版（屋良有作） | - テレビ朝日版 - フジテレビ版 - 追加収録分台本（2冊）                           | - 玄田哲章、屋良有作、平田勝茂  |
| 4  | ロボコップ ディレクターズ・カット 〈日本語吹替完全版〉 コレクターズ・ブルーレイBOX       | 2014年3月5日           | - テレビ朝日版（磯部勉） - VHS版（津嘉山正種） - DVD/BD版（菅原正志） | - テレビ朝日版                                                                  | - 磯部勉、小宮和枝、伊達康将    |
| 5  | スピード 〈日本語吹替完全版〉 コレクターズ・ブルーレイBOX                                | 2014年4月25日          | - テレビ朝日版（宮本充） - フジテレビ版（江原正士） - ソフト版（山寺宏一） 機内上映版は未収録。 | - テレビ朝日版 - フジテレビ版 - ソフト版                                        | - 宮本充 - 一城みゆ希           |
| 5  | スピード2 〈日本語吹替完全版〉                                                           | （『スピード』に同梱） | - フジテレビ版（一城みゆ希） - ソフト版（戸田恵子） |                                                                                 |                                 |
| 6  | 猿の惑星 〈日本語吹替完全版〉 コレクターズ・ブルーレイBOX                                | 2014年9月3日           | - TBS版（納谷悟朗、山田康雄） - フジテレビ版（納谷悟朗、近石真介） - ソフト版（納谷悟朗、富山敬） | - TBS版 - フジテレビ版                                                          | - 近石真介 - 田島荘三           |
| 7  | エイリアン 〈日本語吹替完全版〉 コレクターズ・ブルーレイBOX                              | 2014年11月5日          | - フジテレビ版（前田正明、野際陽子） - テレビ朝日版（大塚明夫、戸田恵子） - LD版（西沢利明、田島令子） - VHS/DVD版（富山敬、幸田直子） - ディレクターズ・カットDVD/BD版（郷田ほづみ、幸田直子）                              | - フジテレビ版 - テレビ朝日版                                                   | - 幸田直子 - 大塚明夫           |
| 8  | コマンドー ディレクターズ・カット 〈製作30周年記念日本語吹替新録版〉 スチールブック仕様  | 2015年4月24日          | - 吹替の帝王版（玄田哲章、若本規夫） - テレビ朝日版（玄田哲章、石田太郎） - TBS版（屋良有作、青野武） |                                                                                 | - 玄田哲章、若本規夫、土井美加  |
| 9  | ターミネーター 〈日本語吹替完全版〉 コレクターズ・ブルーレイBOX                          | 2015年6月24日          | - テレビ朝日版（大友龍三郎、田中秀幸、戸田恵子） - テレビ東京版（玄田哲章、小山力也、松本梨香） - VHS版（大友龍三郎、池田秀一、高島雅羅） - DVD/BD版（玄田哲章、宮本充、佐々木優子）                                         | - テレビ朝日版 - テレビ東京版                                                   | - 大友龍三郎 - 小山力也         |
| 10 | ホーム・アローン 〈日本語吹替完全版〉 コレクターズ・ブルーレイBOX                        | 2015年11月25日         | - ソフト版（折笠愛、青野武、安原義人） - フジテレビ版（矢島晶子、青野武、江原正士） - テレビ朝日版（折笠愛、樋浦勉、宮本充）                                                                                                 | - フジテレビ版 - テレビ朝日版                                                   | - 矢島晶子 - 折笠愛             |
| 11 | ダイ・ハード/ラスト・デイ 〈日本語吹替完全版〉                                           | 2015年12月18日         | - 劇場公開版（中村秀利） - 吹替の帝王版（樋浦勉） | - 吹替の帝王版                                                                  | - 樋浦勉 - 中野洋志             |
| 12 | インデペンデンス・デイ 〈日本語吹替完全版〉 コレクターズ・ブルーレイBOX（2枚組）         | 2016年6月3日           | - ソフト版（山寺宏一、大塚芳忠、安原義人） - テレビ朝日版（山寺宏一、磯部勉、古川登志夫） 機内上映版は未収録。 | - ソフト版 - テレビ朝日版                                                       | - 山寺宏一 - 古川登志夫         |
| 13 | エイリアン2 〈日本語吹替完全版〉 コレクターズ・ブルーレイBOX                             | 2016年8月30日          | - TBS版（鈴木弘子、屋良有作） - テレビ朝日'89年版（戸田恵子、田中秀幸） - テレビ朝日'93年版（弥永和子、田中秀幸） - テレビ朝日'04年版（山像かおり、小山力也） - VHS/DVD版（幸田直子、大塚明夫） - BD版（幸田直子、森川智之） | - テレビ朝日'89年版 - テレビ朝日'93年版 - アルティメット・エディション DVD/BD版 | - 鈴木弘子 - 田中秀幸           |
| 14 | ポセイドン・アドベンチャー 〈日本語吹替完全版〉 コレクターズ・ブルーレイBOX              | 2018年11月3日          | - TBS版（小林昭二） - 日本テレビ版（小林勝彦） - テレビ朝日＋WOWOW版（磯部勉） - LD版（内海賢二） - BS-TBS（石塚運昇） | - テレビ朝日版                                                                  | - 羽佐間道夫                    |
| 15 | プレデター 〈製作30周年記念ニューマスター/日本語吹替完声版〉 コレクターズ・ブルーレイBOX | 2018年12月5日          | - テレビ朝日版（玄田哲章） - フジテレビ版（屋良有作） | - テレビ朝日版 - フジテレビ版 - 追加収録分台本（2冊）                           | - 玄田哲章、屋良有作、平田勝茂  |
| 15 | プレデター2 〈日本語吹替完全版〉 コレクターズ・ブルーレイBOX                             | 2018年12月5日          | - ソフト版（内海賢二） - テレビ朝日版（池田勝） | - テレビ朝日版                                                                  | - 大塚芳忠                      |
| 16 | エイリアン3 〈日本語吹替完全版〉 2枚組 コレクターズ・ブルーレイBOX                       | 2019年4月26日          | - フジテレビ版（吉田理保子、内海賢二） - テレビ朝日版（戸田恵子、石田太郎） - ソフト版（劇場公開版）（幸田直子、内海賢二） - ソフト版（完全版）（幸田直子、手塚秀彰）                                                        | - フジテレビ版                                                                  | - 吉田理保子                    |
| 17 | エイリアン4 〈日本語吹替完全版〉 2枚組 コレクターズ・ブルーレイBOX                       | 2019年4月26日          | - フジテレビ版（戸田恵子） - ソフト版（幸田直子） | - フジテレビ版                                                                  | - 高乃麗                        |
| 18 | プロメテウス 〈日本語吹替完声版〉 3枚組 コレクターズ・ブルーレイBOX                      | 2019年4月26日          | - ザ・シネマ版（佐古真弓） - ソフト版（剛力彩芽） | - ザ・シネマ版                                                                  | - 佐古真弓                      |

上記ラインナップのほかに、『コマンドー』と同時期に『トゥルーライズ』の発売も予定されフジテレビ版吹替は初回放送時にカットされたシーンの追加録音まで行われていた。しかし、監督のジェームズ・キャメロンからBlu-ray化の承諾が出なかったためお蔵入りとなっている。2024年にUltra HD Blu-rayが発売されたがフジテレビ版は収録されていない。